# Крекінг-установка у Десан (LG)
Крекінг-установка у Десан (LG) — складова частина нафтохімічного майданчика у портовому місті Десан на західному узбережжі Південної Кореї, який належить корпорації LG.
У 1991 році компанія Hyundai Petrochemical запустила в Десані свою першу установку парового крекінгу, річною потужністю 350 тисяч тонн етилену, 125 тисяч тонн пропілену та 57 тисяч тонн бутадієну. Вже за кілька років її модернізували до показника у 450 тисяч тонн етилену, до кінця наступного десятиліття довели його до 760 тисяч тонн, а станом на 2014-й потужність цього виробництва вже становила 1040 тисяч тонн етилену (а також 520 тисяч тонн пропілену та 140 тисяч тонн бутадієну). Втім, це не стало завершенням процесу — в 2017 році підписали контракт на збільшення потужності по етилену ще на 230 тисяч тонн. При цьому ще в 2003 році Hyundai Petrochemical придбали та розділили між собою концерни Honam та LG. Останній дісталась саме установка № 1, а також ряд похідних нафтохімічних виробництв.
Установка парового крекінгу піддає піролізу передусім газовий бензин, хоча майже 10 % сировини може становити зріджений нафтовий газ.
Станом на 2014 рік етилен у межах концерну LG споживали розташовані у Десані виробництва поліетилену низької щільності (270 тисяч тонн), лінійного поліетилену низької щільності (86 тисяч тонн), поліетилену високої щільності (170 тисяч тонн), мономеру вінілхлориду (230 тисяч тонн), етиленгліколю (180 тисяч тонн, отримують через проміжну ланку — оксид етилену) та мономеру стирену (180 тисяч тонн). Пропілен використовують для полімеризації у поліпропілен (380 тисяч тонн), а також на заводі фенолу та ацетону (300 та 185 тисяч тонн відповідно).
Отриманий з фракції С4 бутадієн далі спрямовують на продукування бутадієнового, стирен-бутадієнового та неодимового синтетичного каучуку (210, 220 та 60 тисяч тонн відповідно, споживається також продукція розташованих в Десані піролізних установок компаній Hanwha та згаданої вище Honam). Ще один ненасичений вуглеводень із фракції С4 — ізобутилен — необхідний для виробництва 170 тисяч тонн метилтретинного бутилового етеру (МТВЕ, високооктанова присадка для пального).